# Scott L. Hines
Scott L. Hines (* 1958) ist ein US-amerikanischer Komponist.
Hines studierte Musikerziehung, Musiktheorie und Komposition an der Southern Illinois University, Carbondale, (Bachelor und Master). Er setzte sein Kompositionsstudium bei John Baur, Kamran İnce und James Richens an der University of Memphis, wo er 2008 den Grad eines Doctor of Musical Arts erlangte. Als Facilities and Performance Manager ist er für die musikalischen Veranstaltungen an der University of Memphis verantwortlich.
Für das Chicago Chamber Orchestra komponierte Hines unter dem Eindruck von Kindergedichten aus dem Ghetto Theresienstadt und in Konzentrationslagern komponierter Musik 2001 das Stück Shoah:A Kaddish for Victims of the Holocaust, das bei der Feier zum einhundertjährigen Bestehen des Souther Illinois Orchestra 2003 mit dem Geiger Michael Barta, der Klarinettistin Jennifer Davis und dem Schauspieler Ed Asner als Erzähler aufgeführt wurde. Zur Eröffnung der Saison 2004 komponierte er ein Stück für das Ballet Memphis, mit dem die Truppe später auf Tournee ging. Die Komposition Roland: The Journey Continues für Bläserensemble und Tonband wurde 2005 beim Imagine2 Electro-acoustic Festival uraufgeführt. 2005 zeichnete die Greater Memphis Music Teachers Association Hines als Composer of the year aus, im gleichen Jahr wurde er auch als Tennessee Composer of the Year nominiert.